# Odborný dohled nad východem Slunce
Odborný dohled nad východem Slunce (nebo také Sunrise Supervising) je český film režiséra Pavla Göbla z roku 2014. Pojednává o třech bývalých vězních (cirkusák Jiří Vymětal, zloděj Jozef Polievka a hudebník Vratislav Brabenec), kteří se snaží pomstít bývalému agentovi StB (Jiří Lábus). Natáčení filmu probíhalo ve Varnsdorfu. Premiéru měl na podzim 2014.

## Obsazení
| Vratislav Brabenec | saxofonista      |
| Jiří Lábus         | bývalý agent StB |
| Jiří Vymětal       | cirkusák         |
| Jozef Polievka     | zloděj           |
| Nikol Fischerová   | holka            |